# Lebia pimalis
Lebia pimalis är en skalbaggsart som beskrevs av Thomas Casey. Lebia pimalis ingår i släktet Lebia och familjen jordlöpare. Inga underarter finns listade i Catalogue of Life.